# یوتیوب شورتز
یوتیوب شورتز بخش ویدئو کلیپ کوتاه از پلتفرم اشتراک‌گذاری ویدیوی آنلاین آمریکایی یوتیوب است. شورتز بر روی ویدیوهای عمودی با مدت زمان کمتر از ۱۸۰ ثانیه و ویژگی‌های مختلف برای تعامل با کاربر تمرکز می‌کند. سازندگان براساس میزان بازدیدی که دریافت می‌کنند یا ازطریق درآمد حاصل از تبلیغات یوتیوب کسب درآمد می‌کنند. افزایش محبوبیت یوتیوب شورتز باعث افزایش نگرانی‌ها درمورد اعتیادآور بودن فضای شورتز برای نوجوان‌ها شده است.

## تاریخچه
هدف یوتیوب از ایجاد شورتز در سال ۲۰۲۰، رقابت با تیک‌تاک، یک پلتفرم ویدیویی آنلاین برای کلیپ‌های کوتاه بود. این شرکت با آزمایش ویدیوهای عمودی تا ۳۰ ثانیه در بخش خود در صفحه اصلی یوتیوب شروع به کار کرد. این بتا اولیه فقط برای تعداد کمی از افراد منتشر و قابل دسترسی بود. مدت کوتاهی پس‌از ممنوعیت تیک‌تاک در هند در سپتامبر ۲۰۲۰، نسخه بتا یوتیوب شورتز در هند در دسترس قرار گرفت. در مارس ۲۰۲۱، نسخه بتا در ایالات متحده منتشر شد و بعداً در ۱۳ ژوئیه ۲۰۲۱ در سطح جهانی منتشر شد.
در اوت ۲۰۲۲، یوتیوب اعلام کرد که قصد دارد بخش شورتز را در برنامه تلویزیون هوشمند خود در دسترس قرار دهد. در ماه دسامبر، یوتیوب در وبلاگ سالانه‌اش نوشت فیلم‌ها و سازندگان برتر سال را مستند می‌کند و شورتز برای اولین بار بخش اختصاصی خود را دریافت کرد.
در رویداد سالانه «مید آن یوتیوب» در نیویورک در ۲۱ سپتامبر ۲۰۲۳، گوگل «یوتیوب کریتز» را معرفی کرد، یک برنامه ویرایش ویدیو که برای سازندگان محتوا در یوتیوب طراحی شده است تا رشد شورتز را تسهیل بخشد. در زمان راه‌اندازی، این برنامه فقط در اندروید در دسترس بود.

## ویژگی‌ها
یوتیوب شورتز ویدیوهای عمودی یا مربعی تولید شده توسط کاربر را تا ۱۸۰ ثانیه ارائه می‌دهد. همچنین به کاربران امکان استفاده از موسیقی مجاز و زیرنویس‌های روی صفحه را می‌دهد. بینندگان می‌توانند ازطریق مسیری بی‌پایان از ویدیوهایی که به‌طور الگوریتمی برای کاربر طراحی شده است، حرکت کنند. اگرچه یوتیوب شورتز برای استفاده در تلفن‌های همراه بهینه‌سازی شده است، اما آن را می‌توان در همه دستگاه‌های دیگر مشاهده کرد.
یوتیوب شورتز شامل ویژگی‌هایی شبیه به تیک‌تاک است، مانند ویدیوهای زنده، همکاری (کلب)، ابزارهای ویرایش آسان و فهرست‌های پخش. همچنین شامل ابزارهایی است که ویدیوهای طولانی یوتیوب را به یوتیوب شورتز تبدیل می‌کنند. همچنین به سازندگان محتوا این امکان را می‌دهد تا با پاسخ دادن به نظرات با ویدیوهای اضافی، با بینندگان ارتباط بیشتری برقرار کنند، این ویژگی در درجه اول توسط تیک‌تاک محبوب شده است. همچنین سازندگان محتوا در شورتز می‌توانند از استیکرها برای تعامل بیشتر با مخاطبان خود ازطریق قالب‌هایی مانند پرسش‌وپاسخ استفاده کنند. فایننشال تایمز گزارش می‌دهد که کمتر از ۱۰ درصد از سازندگان محتوا از ابزارهای ویرایش یوتیوب برای شورتز استفاده می‌کنند. بسیاری به‌جای آن از ابزارهای تیک‌تاک استفاده می‌کنند، اگرچه ویدیوهایی با نام تجاری تیک‌تاک از پلتفرم یوتیوب تنزل داده شده‌اند.
یوتیوب شورتز قابلیتی را اضافه کرده است که به‌دلیل افزایش کاربران نوجوان، یادآورهای پیش‌فرضی را برای کاربران ۱۳ تا ۱۷ ساله خود ارسال می‌کند تا میان گشت‌وگذار در مسیر بی‌پایان ویدیوهای شورت استراحت کنند یا به رختخواب بروند. بااین‌حال درحال‌حاضر هیچ اقدامی برای محدود کردن استفاده از برنامه وجود ندارد.

## استفاده
از زمان شروع یوتیوب شورتز در سال ۲۰۱۹، استفاده از آن به‌طور مداوم درحال افزایش یافتن است. در سپتامبر ۲۰۲۲، شرکت آلفابت اعلام کرد یوتیوب شورتز روزانه بیش از ۳۰ میلیارد بازدید دارد. تعداد کاربران ماهانه آن نیز از یک و نیم میلیارد در سال ۲۰۲۲ به ۲ میلیارد تا سال ۲۰۲۳ افزایش یافته است.
محبوبیت یوتیوب شورتز باعث ایجاد نگرانی‌هایی در داخل شرکت شده است، به‌طوری که برخی معتقدند که محتوای ویدیویی طولانی یوتیوب را «می‌خورد». پاسخ رسمی یوتیوب این است که شورتز به‌گونه‌ای طراحی شده است که یک گزینه اضافی برای سازندگان باشد.

## کسب درآمد
در اوت ۲۰۲۱، یوتیوب صندوق یوتیوب شورتز را منتشر کرد، سیستمی که در آن سازندگان برتر محتوا در شورتز می‌توانستند به‌خاطر فعالیتشان در یوتیوب شورتز دستمزد دریافت کنند. یوتیوب این کار را راهی برای «کسب درآمد و پاداش به سازندگان برای محتوایشان» توصیف کرد و گفت که این یک صندوق ۱۰۰ میلیون دلاری خواهد بود که در طول سال‌های ۲۰۲۱ و ۲۰۲۲ به تولیدکنندگان محتوا در یوتیوب شورتز توزیع می‌شود، شبیه به صندوق ۱ میلیارد دلاری سازنده تیک‌تاک. یوتیوب به هالیوود ریپورتر گفت این صندوق «فقط یک چاره موقت است تا زمانی که یوتیوب ابزاری برای کسب درآمد و پشتیبانی بلندمدت برای سازندگان شورتز ایجاد کند».
در سپتامبر ۲۰۲۲، یوتیوب اعلام کرد که شورتز از فوریه ۲۰۲۳ بخشی از برنامه شریک یوتیوب خواهد شد. این برنامه به سازندگان واجد شرایط اجازه می‌دهد تا سهمی از درآمد حاصل از تبلیغات را دریافت کنند. همچنین کانال‌های شریک یوتیوب می‌توانند از ویژگی‌های «اعضا» و «سوپرز» استفاده کنند که به کاربران این امکان را می‌دهد تا به‌ترتیب اشتراک ماهانه برای محتوا یا کمک مالی کنند.
سازندگان محتوا در یوتیوب شورتز درصدی از پول تبلیغاتی را دریافت می‌کنند که در تبلیغاتی که قبل و بعد از ویدیوهایشان مشابه یوتیوب پخش می‌شود، به‌دست می‌آورند. سازندگان در یوتیوب شورتز ۴۵ درصد از درآمد تبلیغات را به‌دست می‌آورند، در حالی که سازندگان در ویدیوهای طولانی مدت یوتیوب ۵۵ درصد درآمد تبلیغات را کسب می‌کنند.
طبق خط‌مشی‌های یوتیوب، سازندگانی که محتوایی را با درجاتی از نقض حق نسخه‌برداری، محتوای غیراصلی یا سایر موارد نقض دستورالعمل‌های یوتیوب بارگذاری می‌کنند، واجد شرایط کسب درآمد حاصل از تبلیغات نخواهند بود.

## نگرانی‌های سلامتی
محققان دانشگاه گوئیژو و دانشگاه میشیگان غربی یافتند ویدئوهای کوتاه مانند یوتیوب شورتز و تیک‌تاک ممکن است رفتار اعتیادآور را برای بزرگسالان، نوجوانان و کودکان آسان‌تر کند، زیرا ویدئوهای کوتاه «انفجارهای کوتاه از هیجان» ارائه می‌کنند. این محققان دریافتند که دانشجویان در ایالات متحده و چین بیشتر ویدئوهای کوتاهی را برای سرگرمی، دانش و ساختن هویت اجتماعی تماشا می‌کنند.
وال استریت ژورنال گزارش داد برخی از والدین نگران تأثیر ویدیوهای کوتاه بر فرزندان خود هستند، زیرا راهی برای غیرفعال کردن یوتیوب شورتز یا تعیین محدودیت برای آن وجود ندارد. هنگامی که کودکان ویدئوهای کوتاه را تماشا می‌کنند، یادمی‌گیرند که منتظر تحریک مداوم و تغییرات سریع باشند، که می‌تواند هنگام درگیر شدن آنان در فعالیت‌هایی که نیاز به تمرکز بیشتری دارند، مانند خواندن، مشکلاتی ایجاد کند.
مطالعات اخیر ارتباط بین ویدیوهای کوتاه مانند یوتیوب شورتز و سیستم پاداش مغز، به‌ویژه انتشار دوپامین را برجسته کرده است. به گفته دکتر آنا لمبکه، روان‌پزشک و رئیس کلینیک اعتیاد تشخیص دوگانه دانشگاه استنفورد، ویدئوهای کوتاه و جلب توجه به‌عنوان محرک‌های قدرتمندی عمل می‌کنند که باعث افزایش دوپامین مشابه سایر رفتارهای اعتیادآور می‌شوند. ماهیت سریع و قابل مصرف آسان ویدیوهای کوتاه می‌تواند سطوح بالایی از دوپامین را ایجاد کند. از آنجایی که دوپامین به‌جای منبع مستقیم لذت به‌عنوان یک محرک عمل می‌کند، افراد مجبورند به‌دنبال فعالیت‌های سودمند باشند و به آنها معتاد شوند. چنین پاسخ‌های عصبی شیمیایی منجر به الگوها و رفتارهای اعتیادآور می‌شود و انسان وارد یک چرخه معیوب می‌شود. اعتیاد به فضای مجازی نیز می‌تواند منجر به کاهش توجه و کندتر شدن پردازش شناختی شود.